# Євтимович Варфоломій Пимонович
Варфоломі́й (часто Вартоломі́й) Пи́монович Євтимо́вич (нар. 28 жовтня 1889, с. Перегонівка, Голованівський район Кіровоградська область — пом. 8 лютого 1950, м. Міттенвальд, Німеччина) — підполковник Армії УНР, офіцер дивізії Ваффен СС «Галичина». Український військовий і громадсько-політичний діяч, журналіст. Член Управи Українського військово-історичного товариства у Польщі.

## Життєпис

У часі служби в армії УНР

Управа Комітету допомоги біженцям з України. Сидять (зліва направо): Антін Коршнівський, Михайло Садовський, Шевчук. Стоять: Варфоломій Євтимович, В. Костейчук, Бігун. 1924 рік

Народився на Київщині в родині священика.
Освіту набув у Київсько-Софіївській духовній, реальній, художній та музично-драматичних школах у Києві. Закінчив 7-класну Київську художню школу.

### На службі РІА
1 грудня 1912 р. вступив однорічником до 168-го піхотного Миргородського полку.
1 вересня 1913 р. був прийнятий до Чугуївського військового училища, яке закінчив 1 грудня 1914 р., служив прапорщиком 25-го запасного батальйону.
З 2 квітня 1915 р. — молодший офіцер 7-го прикордонного піхотного Заамурського полку.
З 1 грудня 1915 р. — поручник.
З 25 серпня 1916 р. — полковий ад'ютант.

### На службі УНР
Протягом весни 1917 р. спільно з М.Міхновським займався організацією українських військових частин. У березні 1917 р. перебував у відпустці у Києві, був одним із організаторів  Українського військового клубу ім. П. Полуботка.
Повернувся на фронт — з 30 березня 1917 р. — командир батальйону 7-го прикордонного піхотного Заамурського полку.
З 12 жовтня 1917 р. — курсовий старшина 1-ї Української військової школи ім. Б. Хмельницького. З 8 листопада 1917 р. — командир сотні цієї школи.
З 22 грудня 1917 р. — штаб-старшина для доручень військово-шкільного відділу Українського Генерального штабу. Брав участь у вуличних боях проти більшовиків у Києві у січні 1917 р.
З 3 березня 1918 р. — штаб-старшина для доручень Головної шкільної управи Армії УНР, потім Армії  Української Держави.
З 21 грудня 1918 р. — т. в. о. начальника 2-ї Київської юнацької школи. З 1 січня 1919 р. — другий старшина для інспекції військових шкіл.
З 21 квітня 1919 р. — начальник загального відділу Головної шкільної управи Військового міністерства УНР.
З 17 травня 1919 р. — начальник штабу коменданта тилу Дієвої армії УНР. З 9 червня 1919 р. — штаб-старшина для доручень штабу Запорізької групи Дієвої армії УНР.
У грудні 1919 р. був інтернований у Польщі. З 1 квітня 1920 р. — помічник начальника культурно-освітнього відділу Головної управи Генерального штабу УНР.
З 3 липня 1920 р. — начальник відділу освіти та військової підготовки населення Генерального штабу УНР.
За час Першої світової війни та Визвольних змагань дістав 4 поранення та 1 контузію.

### Міжвоєнний період
З 1924 р. живу Львові, займався активною громадсько-політичною діяльністю.
У 1939 р. був заарештований польською владою, утримувався у концтаборі у Березі Картузькій.
Перед вступом туди радянських військ зумів виїхати до Німеччини.

### Друга світова війна і післявоєнний період
У 1943 р. вступив до дивізії СС «Галичина». Євтимовичу було надано мандат члена УГВР, але через воєнні обставини він був серед тих хто не зміг відвідати установчі збори УГВР у липні 1944 р. У березні—травні 1945 р. був заступником начальника старшинської школи Української національної армії.
Після закінчення війни перебував у таборі для переміщених осіб у Міттевальді, де й помер незадовго до виїзду в США.